# Ratusz w Wiązowie
Ratusz w Wiązowie – klasycystyczna budowla, wzniesiona w latach 1665-1668, ulokowana pośrodku rynku. W czasach późniejszych budynek był niszczony i odbudowywany, w obecnym kształcie jest od roku 1872. Obecnie ratusz jest siedzibą władz samorządowych i administracyjnych miasta. 

## Galeria

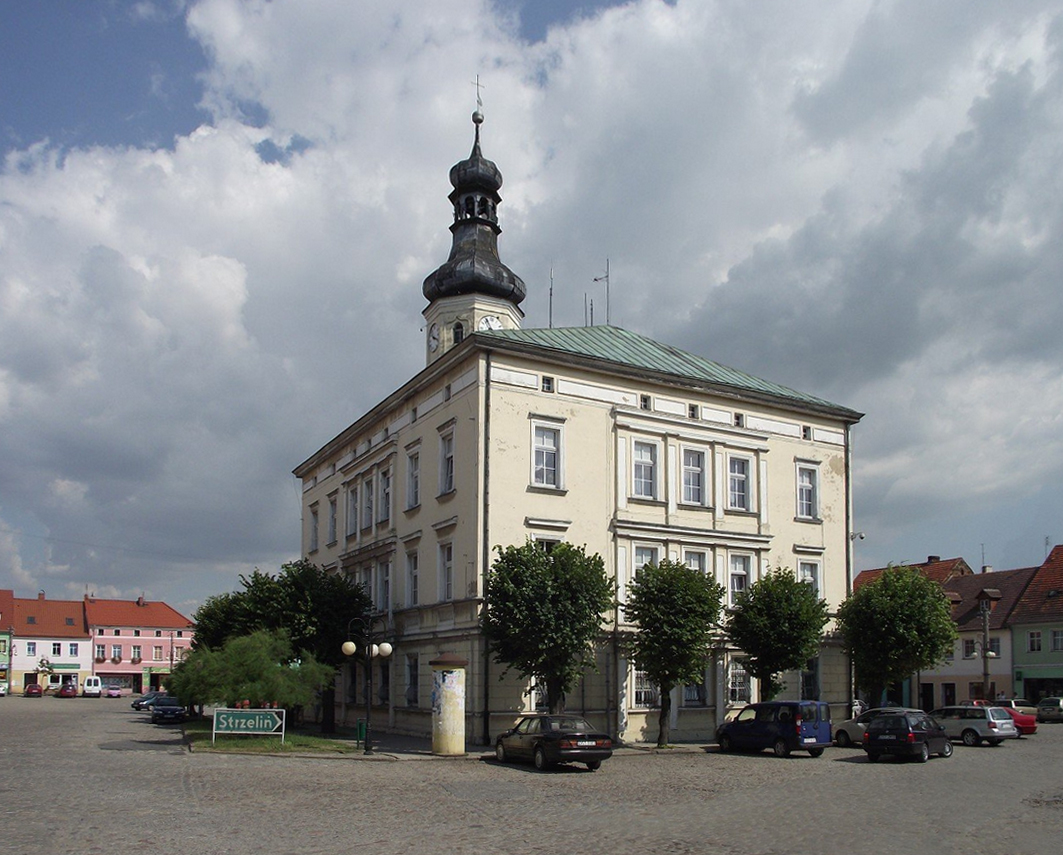
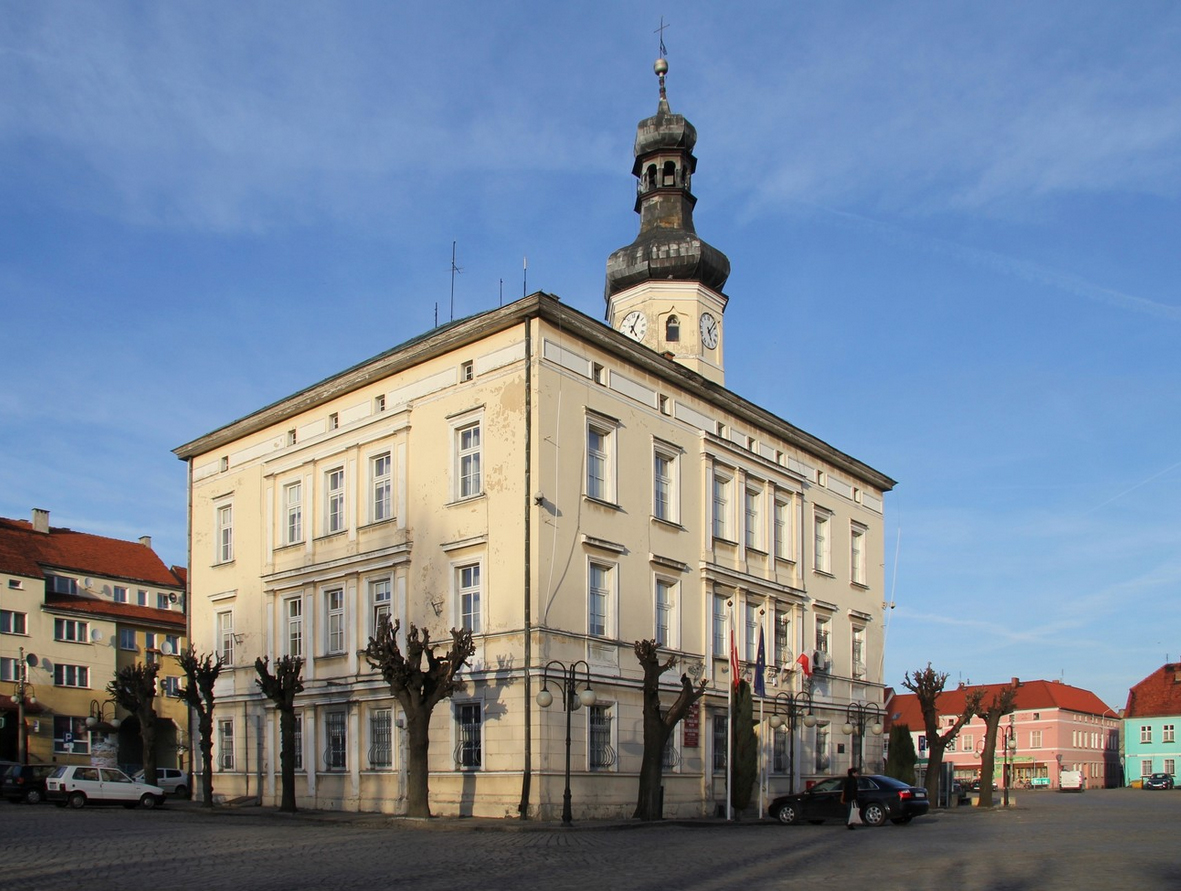
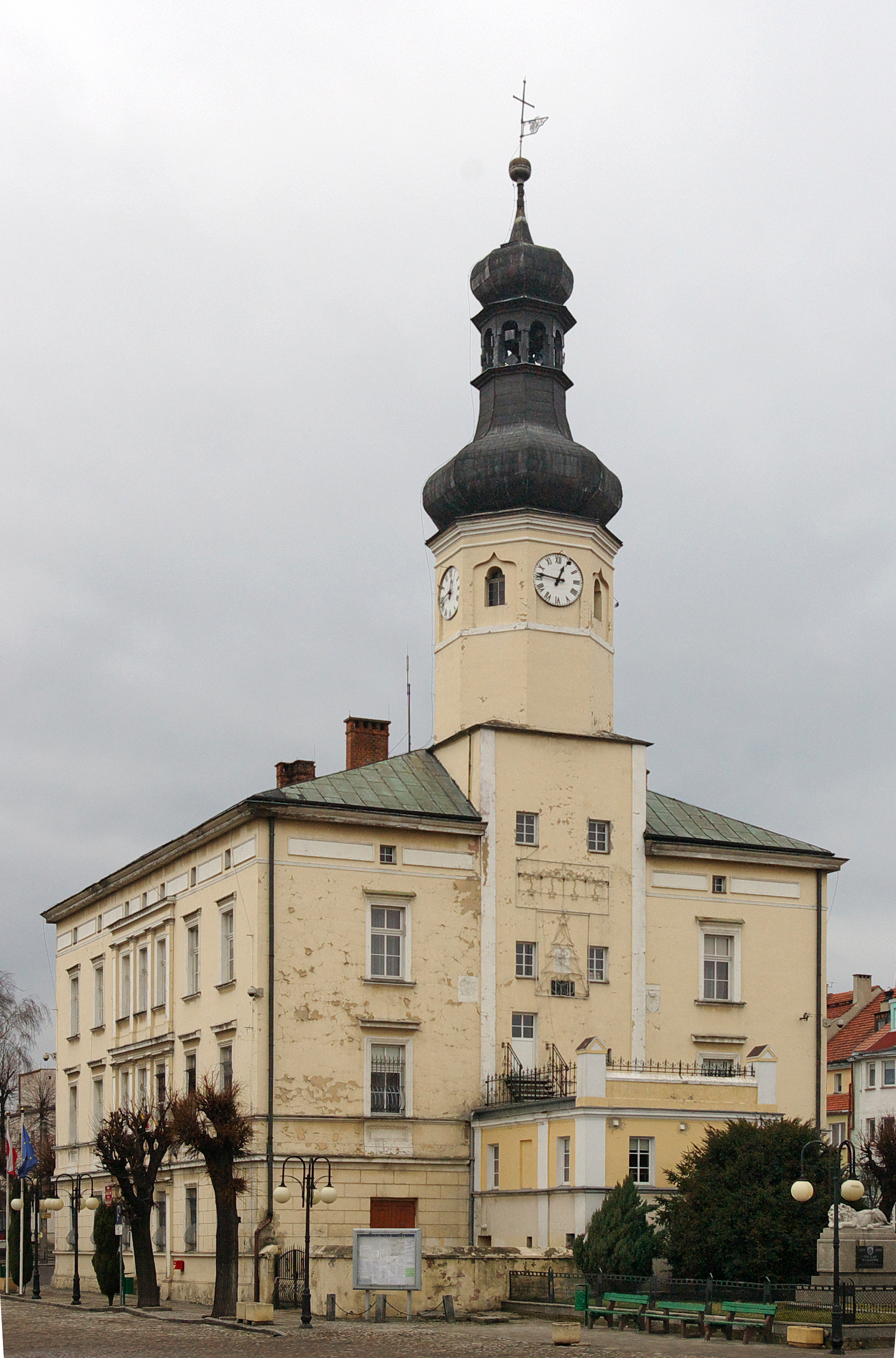

## Historia
Prawdopodobnie już w 1258 roku był wybudowany drewniany ratusz w Wiązowie. W 1557 roku budynek uległ zniszczeniu w czasie pożaru miasta. W latach 1574–1585 zbudowano nowy, murowany ratusz. Został on zniszczony przez wojska szwedzkie w 1633 roku. Ratusz odbudowano w latach 1665-1668. Kolejna przebudowa miała miejsce w latach 1871-1872 i nadała budowli cechy klasycystyczne. W tej postaci ratusz przetrwał do dzisiaj.

Decyzją wojewódzkiego konserwatora zabytków z dnia 8 kwietnia 1966 roku wieża ratusza została wpisana do rejestru zabytków. 

## Architektura
Jest to klasycystyczna budowla wzniesiona na planie prostokąta, dwupiętrowa. Czterospadowy dach budynku jest wykonany z blachy. Parter dachu posiada boniowanie, częściowo jest podzielony pilastrami. Pod dachem umieszczony jest ozdobny gzyms posiadający maleńkie okna oświetlające zagospodarowany strych. Głównym elementem ratusza jest wieża zegarowa, w dolnej części posiadająca kształt czworoboku; w górnej - kształt ośmioboku. Wieża posiada barokowy hełm z latarnią. Na szczycie hełmu umieszczona jest iglica z kulą i krzyżem. Do wieży dostawiona jest czworoboczna przybudówka posiadająca taras otoczony metalową balustradą. Nad tarasem umieszczone są tarcze herbowe z XVII wieku oraz tablica upamiętniająca 715 rocznicę uzyskania praw miejskich. Na wysokim parterze zachowało się kilka sal, posiadających sklepienia kolebkowe z lunetami.

Obecnie ratusz jest siedzibą władz samorządowych i administracyjnych Wiązowa.